# حسن مغنية
حسن عباس مغنية (7 فبراير 1986) هو لاعب كرة قدم لبناني يلعب كحارس مرمى لنادي الشباب الغازية.

## مهنة النادي
انضم إلى فريق شباب الأنصار في 28 أكتوبر 2002؛ وفاز بلقب الدوري وثلاثة ألقاب في كأس الاتحاد اللبناني مع الفريق. في 12 يوليو 2021، انضم إلى نادي البرج. وانتقل إلى الشباب الغازية في يونيو 2023.

## مهنة دولية
كان الحارس الأول في المنتخب الأولمبي اللبناني الذي حاول التأهل إلى دورة الألعاب الأولمبية الصيفية 2008 في بكين، الصين.

## الإنجازات
الأنصار
- الدوري اللبناني الممتاز: 2020–21
- كأس الاتحاد اللبناني: 2011–12، 2016–17، 2020–21
- كأس السوبر اللبناني : 2012

البرج
- كأس التحدي اللبناني: 2021

## روابط خارجية
- حسن مغنية على فرق كرة القدم الوطنية.كوم
- حسن مغنية على موقع أف آي لبنان (FA Lebanon)
- حسن مغنية على أل أف جي
- حسن مغنية على موقع قاعدة بيانات كرة القدم.إي يو (الإنجليزية)
- حسن مغنية على موقع ناشيونال فوتبول تيمز (الإنجليزية)